# Nola (Repubblica Centrafricana)
Nola è una subprefettura della Prefettura di Sangha-Mbaéré, nella Repubblica Centrafricana.